# Vítor Alves
Vítor Alves (* 30. September 1935 in Mafra; † 9. Januar 2011 in Lissabon) war ein portugiesischer Offizier und Politiker.
Im Anschluss an das Abitur trat Alves 1954 in die Militärakademie ein. Er diente anfangs in Portugal, dann von 1958 bis 1963 in Mosambik und von 1963 bis 1970 in Angola.
Als Gegner des Estado Novo war er Mitbegründer des Movimento das Forças Armadas (MFA), aus dessen Kreis der Sturz des Salazar-Regimes vorbereitet wurde. Als Mitglied der Koordinationskommission des MFA neben Otelo Saraiva de Carvalho und Vasco Lourenço wurde er zu einem der Wegbereiter der Nelkenrevolution vom April 1974.
Nach dem Umsturz leitete er die Informationspolitik der Bewegung der Streitkräfte. Anfang Oktober 1974 holte ihn Ministerpräsident Gonçalves als Minister ohne Geschäftsbereich in sein Kabinett. Dort war er für die Informationspolitik, Soziale Kommunikation und die Verteidigung verantwortlich.
Alves ist auf dem Cemitério dos Olivais beerdigt.